# Pannaikadu
Pannaikadu es una ciudad y nagar Panchayat situada en el distrito de Dindigul en el estado de Tamil Nadu (India). Su población es de 8731 habitantes (2011).

## Demografía
Según el censo de 2011 la población de Pannaikadu era de 8731 habitantes, de los cuales 4327 eran hombres y 4404 eran mujeres. Pannaikadu tiene una tasa media de alfabetización del 83,25%, superior a la media estatal del 80,09%: la alfabetización masculina es del 88.98%, y la alfabetización femenina del 77,60%.